# Metro 2033 (kniha)
Metro 2033 je postapokalyptický román spisovatele Dmitrije Gluchovského, který popisuje život přeživších v moskevském metru po skončení jaderné války na Zemi. V roce 2005 knihu vydalo nakladatelství Eksmo a v roce 2007 ji v novém vydání publikovalo nakladatelství Populjarnaja literatura. Autor za tento román obdržel prestižní evropskou cenu ESFS Awards Eurocon jako nejlepší literární debut pro rok 2007.
Za méně než tři měsíce bylo sto tisíc výtisků reedice z roku 2007 zcela rozprodáno. Nakladatelství proto dodatečně vydalo dalších sto tisíc výtisků, které se rozprodaly za méně než rok v květnu 2008, třetí vydání pak činilo padesát tisíc výtisků. Jedna z několika prezentací knihy se konala v odtajněném krytu odboru komunikace na Tagance v hloubce 60 metrů. Román také posloužil jako předloha k videohře Metro 2033.

## Svět v knize Metro 2033
Kniha pojednává o lidech, kteří přežili jadernou válku v roce 2013. Tato válka je však v románu zmíněna jen letmo. V důsledku jaderných výbuchů byla veškerá velkoměsta smetena ze zemského povrchu. Téměř celý děj se odehrává v moskevském metru, jehož stanice a tunely nyní obývají lidé. Díky operativní činnosti se skupině lidí z civilní obrany podařilo metro ochránit před možnou radiací: téměř ve všech stanicích byly uzavřeny hermetické dveře, a ve ventilačních a vodárenských systémech byly aktivovány protiradiační filtry. Podle všeho se v okamžiku zániku Moskvy mohlo v metru ukrývat kolem 70 000 lidí. Po dvaceti letech po skončení jaderné války metro obývá přibližně 50 000 lidí. Obydlená je však jen necelá polovina stanic celého metra. Důvod je jednoduchý – některé stanice jsou opuštěné nebo vyhořely, k některým není možné se přes zasypané tunely vůbec dostat, a jiné obsadily bytosti z povrchu.
Lidé žijící v metru se stravují tím, co si tam sami vypěstují. Jsou to převážně houby, které ke svému růstu nepotřebují denní světlo. V některých stanicích se pěstují i brambory, rajčata a okurky, a lidé zde dokonce chovají prasata a jiná zvířata. Řada stanic je zaopatřena elektrickou energií z generátorů různého typu, ale vzhledem k jejich slabému výkonu funguje často jen nouzové osvětlení. Většinu předmětů pro každodenní potřebu (vyjma těch, které se v metru nacházely už předtím) jako zbraně, léky nebo palivo obstarávají stalkeři (stopaři), kteří se pravidelně vydávají na povrch do zpustošeného města. V podzemním světě funguje obchod a univerzální měnou jsou patrony z AK-47, které byly vyrobeny ještě před válkou.
Krátce po skončení jaderné války se centralizovaný systém metra rozpadl. Od té doby stanice existují každá sama za sebe. Některé se později začaly sdružovat kolem náboženství a přesvědčení, ale i kolem silnějších stanic.
V důsledku toho převládá v jedné části stanic anarchie, další stanice jsou „nezávislé“ (Kuzněckij most, Pavěleckaja, Bělorusskaja), a jiné obsadila skupina „Organizovaný zločin“ (Kitaj-gorod, Novyje Čerjomuški, Profsojuznaja). Tyto skupiny pak mezi sebou obchodují, uzavírají spojenectví, ale i bojují.
Moskva, která leží na povrchu, nebyla během války prakticky vůbec poškozena, nicméně vlivem času a agresivního životního prostředí mnohé budovy zchátraly a rozpadly se a rostliny a živočichové silně zmutovali.

## Hlavní dějová linie
Hlavní hrdina románu Arťom (24letý mladík) žije na stanici VDNCh. Ta je postižena invazí takzvaných „ďáblů“ (mutantů) přicházejících z temnoty stanice Botaničeskij sad. Na VDNCh přichází záhadný člověk – Hunter, který se s celou situací hodlá vypořádat. V soukromém rozhovoru se mu Arťom přiznal, jak společně s kamarády (tenkrát mu bylo asi 10 let) otevřel hermeticky uzavřené dveře, které oddělují stanici Botaničeskij sad od eskalátorů vedoucích na povrch. Ještě před svým odchodem Hunter chce, aby se mu Arťom zapřisáhl, že se dostane do „Polis“, tam že vyhledá jistého Mělnika a předá mu patronu se vzkazem, pokud se on sám do dvou dnů nevrátí.
Den poté, co měl být Hunter již zpátky, oznamuje Arťomovi jeho kamarád Žeňa, že se se skupinou chystají jít na stanici Rižskaja, kde se chtějí domluvit na propojení této stanice s VDNCh, a také tam umístit telefonní kabel. Arťom se rozhodne k nim přidat. V úseku mezi stanicemi Aleksejevskaja a Rižskaja se účastníkům výpravy začínají dít zvláštní věci – někteří ztrácejí vědomí, jiní spadají do strnulosti. Na rozdíl od ostatních je to pouze Arťom, kdo slyší omračující šum vycházející z trubek. S velkou námahou skupina překonává nebezpečný úsek tunelu a nakonec přichází na Rižskou. Na Rižské přijde k Arťomovi člověk jménem Bourbon a prosí ho, aby jej doprovodil do Sucharevské. Bourbon tvrdí, že od Prospektu Mira do stanice Sucharevskaja tunel není bezpečný, ale spoléhá se na Arťomovu neobyčejnou „odolnost“.
Do stanice Prospekt Mira Arťom přichází společně s Bourbonem.
Po cestě z Prospektu Mira Bourbon záhadně umírá. Arťoma, který se rozhodl dotáhnout Bourbonovo tělo do stanice, si vyhledá jistý Chán. Ze Sucharevské do Kitaj-goroda pak společně odcházejí Arťom, Chán, a ještě několik dalších lidí. Na Turgeněvské Chán najednou pocítí, že na ně v tunelu číhá nebezpečí, a proto doporučuje pokračovat v cestě paralelním tunelem. Větší část skupiny mu ale nevěří, pokračuje dál, a nakonec umírá. Zbylí členové skupiny (Arťom, Chán a Tus) se nakonec do Kitaj-goroda dostanou. Po cestě jen tak tak unikli jakési anomálii, která se k nim v tunelu blížila. Ve stanici Kitaj-gorod Arťom kvůli napadení ztratí z dohledu své společníky, a proto se rozhodne utéct směrem ke Kuzněckému mostu. Po cestě se seznámí s Michailem Porfirjevičem a jeho duševně nemocným vnukem Váněčkou. Na Kuzněckém mostu se jim přenocovat nepodaří, protože se během rozhovoru s Arťomem Michail v jisté věci prořekne, načež je začne pronásledovat skupina „rudých“. Trojice se proto vydává směrem ke stanici Tverskaja, kterou obývá skupina „fašistů Čtvrté říše“. Arťom i Michail procházejí přes pohraniční stráž, ale Vánečku zastřelí celník. Tohle Arťom nemůže skousnout, proto zaútočí na pohraničníka a zabije ho.
Za tento čin je Arťom zadržen a odsouzen k smrti oběšením, ale v posledním okamžiku jej zachraňuje skupina „trockistů“. Arťom s nimi pokračuje až na Paveleckou, kde ho skupina opouští a pokračuje dál ve své cestě. Nicméně až na této stanici si Arťom uvědomí, že vlastně nemá pas ani dokumenty. Ze všech jeho věcí mu zůstal jen samopal a baterka. Na Pavelecké se Arťom seznámí s Markem, který mu navrhne způsob, jak se odsud dostat na území „Hanzy“ – velitel stanice Pavěleckaja rád pořádá krysí závody a Marek se s ním dohodne, že pokud vyhraje jeho krysa, dostanou on a Arťom víza. Pokud ale prohraje, budou jim muset oba dva jeden rok sloužit a čistit toalety. Jejich krysa bohužel prohraje. Mladíci jsou tedy zadrženi a odvedeni na místo práce. Po pěti dnech se Arťomovi podaří utéct a dostane se na stanici Serpuchovskaja, kde se seznámí s bratrem Timofejem, svědkem Jehovovým. Ten ho odvádí do „strážní věže“ – do vlaku v tunelu v úseku Serpuchovskaja – Tulskaja. Na Serpuchovské se Arťom dlouho nezdržuje, pokračuje ve své cestě dál, a přichází do opuštěné stanice Poljanka, kde se setká se dvěma poutníky. Pohovoří si s nimi, ale jde dál a překonává poslední úsek, který ho dělí od „Polis“.
V „Polis“ Arťom shání jistého Mělnika, ale dozvídá se, že má dorazit až následující ráno. Proto se rozhodne porozhlédnout se po celé „Polis“. Seznámí se tu s bráhmanem (ochráncem) Danilou. Ten mu vypráví o jisté knize, ve které je dle doslechu zapsána celá budoucnost lidstva, a která je uschována v knihovně V. I. Lenina. Následující ráno na stanici přichází člověk, který vypadá jako stalker (přesně tak si ho totiž Arťom představoval). Stalker přistoupí k Arťomovi a ptá se: „Ty jsi z VDNCh?“. Pokračuje a představí se: „Já jsem Mělnik“. Arťom mu podává nábojnici se zprávou od Huntera, načež rada, kterou Arťom požádal svolat, vynese verdikt – „Polis není s to pomoci VDNCh“. Krátce poté k Arťomovi přistoupil jeden z bráhmanů a požádal ho, aby jej následoval na soukromé setkání. Bráhmani Arťomovi navrhnou, aby se vydal na povrch do „Velké knihovny“ pro onu jistou knihu. Za to mu prý pomůžou vyřešit situaci s ďábly na VDNCh. Arťom souhlasí. Celou skupinu povede Mělnik a vůdcem bráhmanů bude Danila. Jakmile se skupina úspěšně dostane do knihovny, střetává se zde s knihovníky, divnými netvory a mutanty žijícími v knihovně. Arťom se společně s Danilou odpojují od skupiny a míří do depozitáře, kde se Arťom pokouší najít onu knihu, bohužel však bez úspěchu (bráhmani mu ještě před odchodem sdělili, že si ho kniha sama zavolá).
Zhruba po třiceti metrech se Arťom otočí, ale nikde za sebou nevidí Danilu, který se jen na chvíli zastavil, aby si zavázal tkaničku. Proto se ho vydává hledat. Danilu najde v tratolišti krve. Za ním vidí dřepět knihovníka, který jej smrtelně zranil (až později se ukázalo, že se bráhman nemohl bránit, protože měl zaseknutou spoušť samopalu). S vynaložením posledních sil Danila ukazuje na náprsní kapsu, v níž je obálka. Tu měl Arťomovi předat poté, co najde knihu. Na sklonku života pak žádá Arťoma, aby jej zabil, a ukončil tak jeho trápení. Po krátkém zaváhání Arťom plní poslední Danilovo přání a zabíjí jeho, a poté i knihovníka. Když se opět připojil k Mělnikově skupině, dozvídá se, že jeden člen je vážně raněný. Celá skupina proto spěšně opouští knihovnu a míří zpět k metru. Ještě než do něj vstoupí, Mělnik musí říct Arťomovi špatnou zprávu – „Polis“ je teď pro něj zakázané území, protože nenašel knihu. Proto mu navrhne, aby pokračoval na povrchu a došel na stanici Smolenskaja. Arťom se tedy vydává po Novém Arbatu, ale všimne si, že ho pronásledují nějací neznámí tvorové. Proto se raději po několika metrech otáčí a vidí za sebou několik těchto tvorů již nachystaných k útoku. Aby se zachránil, vběhl do jakéhosi domu. V jednom z tamějších bytů nachází fotografii, na které je dle jeho domněnky pravděpodobně on a jeho zesnulá matka. Fotografii si proto schovává a pokračuje dál ve své cestě na Smolenskou, na kterou se nakonec s velkou námahou dostane. Mělnik už tam na něj čeká. Arťom mu předává obálku, kterou našel ukrytou v Danilově kapse. V obálce je plánek dosud skryté a nedotčené vojenské základny. Na Smolenské však není bezpečné nocovat, proto se oba dva vydávají na stanici Kijevskaja, kde se setkávají s místním obyvatelem Antonem, který, jak se později vyjasnilo, byl ještě před válkou odborníkem na raketovou techniku. Setkají se zde ještě s jedním odborníkem na raketovou techniku – Treťjakem. Mělnik se s ním chystá jít prozkoumat situaci na stanici Majakovskaja, kde se podle plánku pravděpodobně nachází vchod do Metra-2 (D-6). Přestože jsou oba dva tunely do Parku Pobědy zasypané, Arťom s Antonem odcházejí držet stráž, protože „lidé jsou pak klidnější“. Velitel Kijevské Arťomovi při večeři sdělí, že z jejich stanice záhadně a pravidelně mizí děti. Následující ráno se Arťom dozvídá, že zmizel Antonův syn Oleg. Rozhodnou se ho najít. V tunelu nacházejí poklop, který vede do jakéhosi divného otvoru. Tunel je zasypaný a otvor nad ním je nejspíš jedinou cestou, která z něj vede. Tímto „nadtunelem“ pak společně zamířili ke stanici Park Pobědy, ale po cestě je napadli místní obyvatelé – nepřátelští divoši, kteří vyznávají „kult Velkého červa“. Divoši se dvojici chystají sežrat, ale nakonec je zachraňuje oddíl, v jehož čele není nikdo jiný než Mělnik. Naštěstí zde najdou i Olega. Oddíl se vydává na druhou stranu tunelu, kde zjistí, že také ze stanice Park Pobědy vede jeden vchod do D-6, a to tunelem Kalininsko-Solncevské linky.
Poté, co oddíl dorazí do Metra-2 a mine několik stanic, se podle všeho ocitá na stanici ležící přímo pod Kremlem. Ukáže se, že zde žije jakási neoduševnělá bytost, která je schopna zabíjet pomocí psychologického útoku. Pravděpodobně jde o nějakou mutující biologickou zbraň, která zabije hned tři členy posádky – Olega, Děljagina a Oganesjana. Anton, který byl doteď v bezvědomí, přichází k sobě. S vynaložením velké námahy skupina donutí bytost, aby se stáhla, a poté odchází pryč ze stanice. Když se dostanou k zasypanému východu z D-6 k Majakovské, Mělnik oznámí, že Arťom již s nimi nemůže pokračovat dál (někdo totiž musí jít koordinovat údery raket a navíc on jediný ví, jak vypadají ďáblové), a jako doprovod mu přidělí bojovníka z oddílu – Ulmana. Oba dva se pak přes kovový poklop úspěšně dostanou do tunelu D-6, který vede do úseku mezi Majakovskou a Tverskou, a pokračují do stanice Prospekt Mira, kde má Ulman domluvenou schůzku. Dvojice se musí dostat na povrch na televizní věž Ostankino, ze které má koordinovat raketovou palbu. Arťom se dozvídá, že všechny východy z VDNCh budou již brzy vyhozeny do povětří, protože lidé ve stanici nemají sílu ji dále bránit. Jde tedy za Ulmanem a požádá ho o svolení odejít na VDNCh. Jakmile dorazí na stanici, setkává se s otčímem, který má pro něj vzkaz od Chána. Arťom se dále dozvídá, že jeho kamarád Žeňa je mrtvý. Poté se Arťom vydává na povrch. Tam si všimne obrovské lítající bestie, která má hnízdo přímo ve vestibulu VDNCh. Aby se ubránil, vklouzne do kiosku výměny deviz a zavírá za sebou dveře. Uvidí tam tělo nějaké mrtvé dívky a čte si její poslední zápisky před smrtí. Ke stanici přijíždějí v bývalém požárním voze Ulman se svým parťákem, nabírají Arťoma a během chvíle dojedou k Ostankinské věži. Celá skupina stoupá nahoru. Z věže je vidět hnízdo ďáblů. Ulman hlásí souřadnice. Vtom Arťom jakoby náhle prozře a začíná vidět svět očima ďáblů. Dojde mu, že ďáblové nechtěli být nepřáteli, ale že se pouze snažili navázat s lidmi kontakt… Vtom rakety zasahují svůj cíl. A nakonec, poté, co konečně všechno pochopil, si strhává plynovou masku z obličeje a vrací se zpátky do metra.

## Publikace
Kniha vyšla v několika verzích.
- První verze románu s názvem „Metro“ má celkem 13 kapitol (2002). Autor knihu umístil na webové stránce m-e-t-r-o.boom.ru. V každé kapitole jsou odkazy na hudbu, kterou autor vybral a doporučil ji k poslechu během čtení.

V první verzi románu hlavní hrdina umírá po zásahu zbloudilou kulkou. Z mého pohledu to bylo nutné kvůli ději. V takové podobě ale vydavatelství odmítala knihu publikovat s tím, že toto není jejich formát. Tak jsem ji zveřejnil sám – na internetu. Založil jsem webovou stránku a umístil tam text. Za nějakou dobu nabyl na popularitě a stránku navštívily desítky tisíc lidí. Mnozí čtenáři chtěli, aby hlavní hrdina přežil a bylo i pokračování. Za několik let jsem dozrál a knihu jsem přepsal.
─ D. Gluchovskij
- Druhá verze románu má 20 kapitol (2005). Přepracovaná a doplněná druhá verze byla umístěna na webovou stránku m-e-t-r-o.ru. Stejně jako v první verzi jsou ve všech nových kapitolách, kromě poslední, odkazy na hudbu. V knižní podobě byl román poprvé vydán 24. října 2005. Prvních 8 000 výtisků vydalo nakladatelství Eksmo, později bylo dodatečně vydáno dalších 3 000 výtisků.
- Druhé vydání v nové verzi vyšlo v roce 2007. Prvních 100 tisíc výtisků vydalo nakladatelství Populjarnaja literatura. Součástí knihy je také první kapitola následujícího dílu „Metro 2034“.

### Publikace v cizích jazycích
Román „Metro 2033“ byl přeložen do dalších jazyků (němčina, francouzština, čeština, čínština, thajština) a publikován v dalších zemích, a to i ve formě audioknih.

## Filmové zpracování
Vzhledem k velkým finančním nákladům se filmová adaptace knihy neuskutečnila. Podle Dmitrije Gluchovského (v lednu 2016) kniha producenty zaujala, ale ani jedno americké filmové studio neodkoupilo autorská práva.
V březnu 2016 se objevila zpráva, že se filmová adaptace přece jen dostaví, a jejím producentem bude Michael de Luca. Dmitrij Gluchovskij tuto zprávu později potvrdil.